# Peugeot Type 37, 54 e 57
Le Type 37, 54 e 57 sono tre modelli di autovettura prodotti tra il 1902 ed il 1904 dalla casa automobilistica francese Peugeot.

## Profilo
La Type 37 fu il primo di questi tre modelli ad entrare in produzione. Fu chiamato a raccolgliere l'eredità delle Type 21, 24, 30 e 31 appena tolte di produzione. Era una piccola cabriolet di 2.45 metri di lunghezza, con passo di 1.40 metri. Era equipaggiata da un monocilindrico da 652 cm³, della potenza massima di 5 CV, in grado di spingerla fino a 40 km/h di velocità massima. Fu venduta nel solo 1902 in 100 esemplari.
La Type 37 fu rimpiazzata nel 1903 dalla Type 54, più piccola della sua antenata: solo 2.20 metri di lunghezza.  Il passo però aumentò fino a 1.47 m. La meccanica era la stessa e le prestazioni anche. La Type 54 fu venduta in 250 esemplari.
Il modello che la sostituì nel 1904 era la Type 57, che manteneva la stessa meccanica dei primi due modelli, ma vedeva aumentare ulteriormente il passo, cresciuto fino ad 1.5 metri. La lunghezza complessiva invece era di poco superiore a quella della Type 54: 2.30 metri. La Type 57 fu prodotta nel solo anno 1904 in 149 esemplari.